# Quý tôn Phì
Quý tôn Phì (chữ Hán: 季孫肥, ?-468 TCN) tức Quý Khang tử (季康子), là vị tông chủ thứ 7 của Quý tôn thị, một trong Tam Hoàn của nước Lỗ dưới thời Xuân Thu trong lịch sử Trung Quốc.
Ông tên thật là Cơ Phì, con của Quý tôn Tư, thủ lĩnh thứ sáu của họ Quý. Năm 505 TCN, Quý tôn Tư mất, Quý tôn Phì thế tập.

## Sự nghiệp
Năm 488 TCN, Tề Điệu công mới lên ngôi, sai sứ sang đón vợ trước kia gửi ở nước Lỗ là Quý cơ. Nhưng vì Quý cơ đã tư thông em Quý tôn Phì là Quý Phương Hầu nên Quý tôn Phì không dám giao Quý cơ cho vua Tề.
Tề Điệu công sai sứ sang nước Ngô đề nghị Ngô Phù Sai hội quân cùng đánh Lỗ. Nước Lỗ bèn giao Quý cơ nước Tề. Nước Lỗ cùng nước Tề giảng hòa.
Cùng năm đó, Ngô Phù Sai đánh Lỗ, bắt Lỗ Ai công cống 100 cỗ lao, rồi chiếm lấy đất đai phía nam nước Lỗ và nước Tề. Quý tôn Phì sai Tử Cống là học trò Khổng Tử đi thuyết Phù Sai và thái tể Bá Hi, nên Phù Sai không đánh Lỗ nữa.
Năm 484 TCN, Quý tôn Phì sang sứ sang Vệ đón Khổng Tử về nước Lỗ.
Năm 468 TCN, Quý tôn Phì mất. Con ông là Quý tôn Cường thế tập.